# كيرسي هيكينين
كيرسي هيكينين (بالفنلندية: Kirsi Heikkinen)‏ (26 سبمتبر 1978 باسم سافولايلن) هي حكمة كرة قدم نسائية دولية منذ 2002، بدأت مسيرتها التحكيمية في 1998، وشاركت في تحكيم بعض مباريات بطولة أمم أوروبا لكرة القدم للسيدات 2009، كأس العالم لكرة القدم للسيدات 2011 والألعاب الأولمبية الصيفية 2012. كما حكمت في نهائي دوري أبطال أوروبا للسيدات 2011، كأس العالم للسيدات تحت 17 سنة 2010 وكأس الغارفي 2010.

## المسيرة التحكيمية

### المشاركات الدولية

#### بطولة أمم أوروبا لكرة القدم للسيدات
أول مباراة دولية حكمت فيها كريسي كانت بين السويد وكندا، وهي مباراة ودية انتهت بالتعادل الإيجابي 1–1 وكانت في 28 مايو 2005.
في 2009 كانت الحكمة الممثلة لبلدها في بطولة أمم أوروبا لكرة القدم للسيدات 2009 التي أقيمت في فنلندا، وأسندت لها 4 مباريات كانت كالآتي:
- ألمانيا 1–0 آيسلندا في مرحلة المجموعات.[4]
- السويد 3–0 روسيا في مرحلة المجموعات.[5]
- هولندا 0–0 (5–4 في ضربات الجزاء) فرنسا في ربع النهائي.[6]
- ألمانيا 3–1 النرويج في نصف النهائي.[7]

#### كأس العالم لكرة القدم للسيدات
خلال تصفيات أوروبا لكأس العالم لكرة القدم للسيدات 2011 كانت ضمن الحكام الذين حكموا التصفيات، فأسندت لها مباريات كل من اسكتلندا 0–1 الدنمارك، بولندا 0–0 المجر، النمسا 0–4 إنجلترا، إضافة إلى مباراة في الدور الثاني من التصفيات بين إيطاليا 0–0 (3–0 ر.) أوكرانيا.
وخلال البطولة الرسمية حكمت في كل من مباريات اليابان 2–1 نيوزيلندا، ألمانيا 4–2 فرنسا خلال مرحلة المجموعات. إضافة إلى الولايات المتحدة 3–1 فرنسا في نصف النهائي.

#### في الألعاب الأولمبية الصيفية
في مسابقة الاتحاد الآسيوي الأولمبية للنساء 2012 حكمت في مباراة وحيدة بين أستراليا 1–0 الصين، وفي المسابقة النهائية حكمت بين اليابان 2–1 كندا في مرحلة المجموعات، وبين اليابان 2–0 البرازيل في ربع النهائي.

### دوري أبطال أوروبا للسيدات
كانت كريسي الحكمة الرسمية في نهائي دوري أبطال أوروبا للسيدات 2010 الذي جمع بين إف إف سي توربين بوتسدام الألماني وأولمبيك ليون الفرنسي، حيث انتهت بفوز الألمان بركلات الترجيح 7–6 بعد التعادل السلبي.